# Primula anvilensis
Primula anvilensis är en viveväxtart som beskrevs av S. Kelso. Primula anvilensis ingår i släktet vivor, och familjen viveväxter. Inga underarter finns listade i Catalogue of Life.